# Samuel Graves

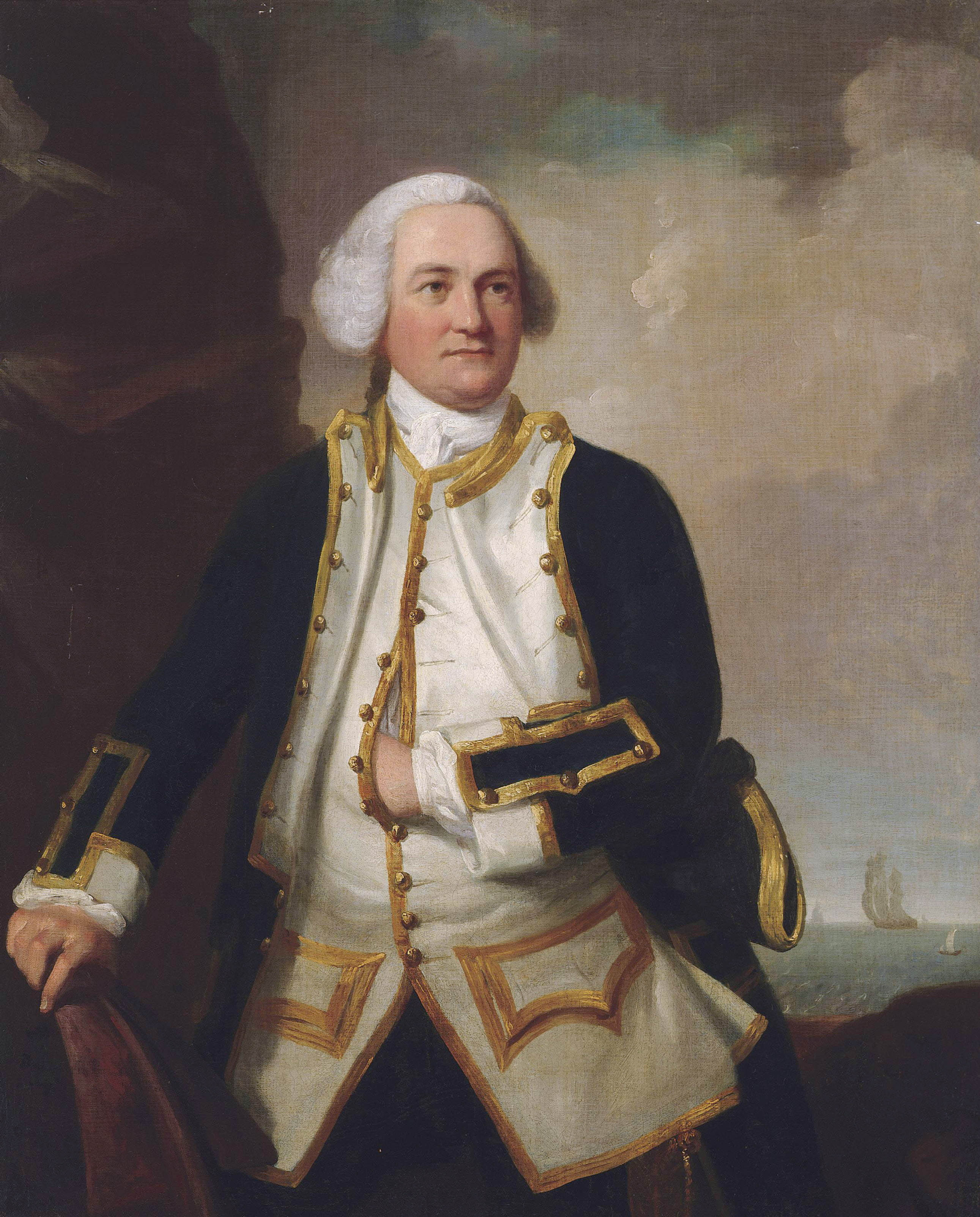
Admiral Samuel Graves (1713–1787) (James Northcote)

Samuel Graves (* 17. April 1713; † 8. März 1787 in Hembury Fort House, Honiton, Devon) war ein britischer Admiral, der im Unabhängigkeitskrieg der amerikanischen Kolonien gegen Großbritannien auf britischer Seite gekämpft hat.

## Familiengeschichte und frühe Jahre
Die Stammlinie der Familie Graves lässt sich bis zur Herrschaft von Henry III. (1216–1272) zurückverfolgen, als die Greves oder Greaves in der Gemeinde Beeley bei Chatsworth lebten, im nördlichen Teil von Derbyshire.
Samuel Graves entstammt dem seit der Generation seines Urgroßvater William Graves auf dem Gebiet des heutigen Nordirland ansässigen Familienzweig und wurde in Castle Dawson (heute Castledawson) in der Grafschaft Londonderry als vermutlich zweitjüngstes der fünf Kinder und jüngster Sohn seiner Eltern Reverend Samuel (1674–1727) und Jane (geb. Moore) Graves (ca. 1666–1767) geboren.
Seine Großeltern väterlicherseits, Hauptmann James John und Maria Graves (geb. Herdman), sollen 1689 Opfer eines Gewaltverbrechens geworden sein, als sie in einer Unterkunft in Glaslough in der Grafschaft Monaghan nächtigten. Motiv für den mutmaßlichen Raubmord war wohl die Kasse seines Regiments, die James John Graves zum Zeitpunkt der Tat in seiner Funktion als Zahlmeister mit sich führte.
Über die Familie seiner Mutter ist hingegen nichts genaueres bekannt, als dass Jane Moore vor ihrer Heirat mit Reverend Graves auf der Isle of Man gelebt haben soll.
Ebenso ist die Quellenlage zu seinen Geschwistern Thomas, James, John (der in die beruflichen Fußstapfen des Vaters trat) und Olivia recht karg. Während es zu James Graves keinerlei bekannte Quellen gibt, ist zumindest dokumentiert, dass Reverend John Graves (ca. 1711–1776) eine Jane Hodgson ehelichte und mit ihr dreizehn Kinder zeugte, von denen die Söhne Samuel (1741–1802), John († 1811), Thomas (1747–1814) und Richard (1758–1833; Patensohn von Samuel Graves) ihrem Onkel in den Kriegsdienst nachfolgten und jeweils den Rang eines Konteradmirals oder höher erreichten. Über eine Verheiratung seines Bruders Thomas ist nichts bekannt, allerdings bedachte Samuel Graves in seinem Testament einen Neffen, den er als Sohn seines Bruders Thomas benannte. Die Schwester Olivia heiratete einen aus Derry stammenden Mann namens Henry Knox und erhielt nach dem Tod Samuel Graves’ ein jährliches Einkommen von dreißig Pfund aus dessen Vermögen.
Nach dem Tod des Vaters 1727 erbte er, ungewöhnlich für einen jüngeren Sohn, das Familienanwesen, entschied sich allerdings in den Folgejahren dazu, in die Royal Navy einzutreten.
Neben ihm waren zahlreiche Verwandte, darunter sein Cousin Thomas Graves, dessen Geschwader der französischen Flotte unter dem Befehl des Admirals de Grasse in der Schlacht von Chesapeake Bay unterlag sowie sein gleichnamiger Neffe Thomas Graves, welcher infolge der Seeschlacht von Kopenhagen 1801 als Horatio Nelsons second-in-command in den Adelsstand erhoben wurde, ebenfalls Marineoffiziere.

## Berufliche Laufbahn
Graves trat am 21. November 1732 in die Royal Navy ein. Am 6. Oktober 1739 bestand er die Leutnantsprüfung und nach Erhalt seines Offizierspatents am 3. März 1740 diente er u. a. unter seinem Onkel Thomas Graves (Vater des gleichnamigen Cousins) auf der HMS Norfolk und nahm an der Schlacht von Cartagena de Indias 1741 teil.
Vor allem vor Jamaika brachte Graves im Verlauf der 1740er Jahre immer wieder Schiffe, die unter den Flaggen feindlicher Nationen fuhren, auf; dies belegen Zeitungsannoncen in der London Gazette, die auf die Distribution der jeweiligen Prisengelder hinweisen.
1756 sah sich Graves mit mehreren Gerichtsverfahren konfrontiert, nachdem eine von ihm ausgesandte press gang zur Zwangsrekrutierung von Seeleuten die Stadt Bristol mit ihrem besonders brutalen Vorgehen schockierte. Graves selbst wurde verdächtigt, absichtlich nicht nur Seeleute, sondern ebenfalls wahlberechtigte Bürger zwangsrekrutiert zu haben, um so die zur selben Zeit stattfindende Nachwahl im Sinne der Whigs zu beeinflussen.
1759  nahm er als Kapitän der HMS Duke an der Seeschlacht in der Bucht von Quiberon teil.
1774 wurde er mit dem Auftrag nach Nordamerika entsandt, als Befehlshaber des Nordamerika-Geschwaders der Royal Navy die Einhaltung der britischen Handelsgesetze durchzusetzen. Er befehligte die britischen Flottenoperationen in der Frühphase des Unabhängigkeitskriegs bei den Kämpfen um Boston 1775/76. Die von Anfang an schlechte Versorgungslage und geringe Anzahl von (seetüchtigen) Schiffen behinderte seine Operationen, dies wurde ihm jedoch wiederholt als persönliches Versagen ausgelegt. In Boston genoss Graves keinen guten Ruf; als Nepotist im allerengsten Wortsinn für die Bevorzugung seiner zahlreichen Neffen, die ebenfalls in Diensten der Royal Navy standen bekannt, war es vor allem sein mehr als angespanntes Verhältnis zu General Gage, welches sich durch gegenseitige Abneigung definierte, das sich auf sein Ansehen niederschlug. Letzteres soll wohl zumindest teilweise durch einen Disput der beiden Ehegattinnen bedingt worden sein, die sich aktiv als Parteigängerinnen ihres jeweiligen Gatten engagierten und sich letztlich an der Frage zerstritten, ob bei einer Zusammenkunft zum Kartenspiel das Tanzen erlaubt sein solle.
Im August 1775 wurde Graves im Zuge eines ursprünglich vermeintlich unspektakulären Disputes über die Nutzungsrechte der Heuernte auf einer vorgelagerten Insel mit dem Zollbeamten Benjamin Hallowell zum Bostoner Stadtgespräch, als die Auseinandersetzung in einer Prügelei auf offener Straße gipfelte. Es existieren mindestens drei Berichte über den genauen Ereignishergang, darunter eine von Hallowell verfasste Schilderung adressiert an General Gage sowie einen anonymen Augenzeugenbericht, der in einer britischen Zeitung veröffentlicht wurde. Letzterem zufolge gerieten die beiden Männer zunächst in einen Streit, nachdem Hallowell Graves auf offener Straße abgepasst hatte, um diesen auf die Nichtbeantwortung mehrerer Schreiben hinzuweisen. Bald darauf eskalierte die Auseinandersetzung und musste durch das Einschreiten Umstehender, die teilweise fürchteten, der trotz seines fortgeschrittenen Alters überlegene Graves könnte Hallowell ernstlich verletzen, beendet werden. Diese Episode unterstützte nicht nur das öffentliche Bild von ihm als „etwas rau, wortkarg und grob in seiner Art“ („somewhat severe, of few words, and rough in his manner“), sondern lieferte ebenfalls Anlass zu Spottdichtungen und steigerte seinen ohnehin schlechten Ruf, als einige seiner Neffen es sich in der Folgezeit zur Aufgabe machten, sich in Form von Selbstjustiz (Prügel, Duellaufforderung) an Hallowell zu rächen.
Am 18. Oktober 1775 befahl er die Bombardierung von Falmouth in der britischen Kolonie Maine. Hatte er seinen Posten bis dahin durch seine gute Beziehung zum Ersten Lord der Admiralität halten können, so wurde er zusehends unhaltbar und schließlich 1776 durch Molyneux Shuldham ersetzt. Zwar wurde Graves der Posten eines port admiral in Plymouth angeboten, er lehnte jedoch mit dem Vermerk ab, dass er sich lieber weiterhin für eine zukünftige Rolle in aktiven Kampfhandlungen bereithalten wolle. Da ihm keine weiteren Posten offeriert wurden, verbrachte Graves die letzte Dekade seines Lebens auf seinem Landsitz in Devon und erstellte in Zusammenarbeit mit seinem Privatsekretär George Gefferina eine Gegendarstellung seiner Sichtweise auf seine Zeit als Befehlshaber des Nordamerika-Geschwaders, welche allerdings nie veröffentlicht wurde und sich heute im Besitz der National Archives befindet.
Graves verstarb am 8. März 1787 laut einer Beschreibung seines Sekretärs Gefferina vermutlich an einer Urosepsis.

## Privatleben
Graves, der die Verwaltung des väterlichen Guts in Irland an einen lokalen Bevollmächtigten übertragen hatte, ließ sich auf dem Herrensitz Hembury Fort House in der Nähe von Honiton, Devon nieder und heiratete zunächst am 19. Juni 1750 Elizabeth Sedgwick (1729–1767), Tochter von John Sedgwick aus Staindrop (Grafschaft Durham). Nach dem Tod Elizabeths am 7. Juli 1767 heiratete er am 14. Juni 1769 in zweiter Ehe Margaret Spinkes (1728–1808), Tochter von Elmes Spinkes aus Aldwinkle in Northamptonshire.
Beide Ehen blieben ohne leibliche Nachkommenschaft. Seine zweite Ehefrau Margaret brachte allerdings ihre zum Zeitpunkt der Eheschließung sechsjährige Nichte und Patentochter Elizabeth Posthuma Gwillim mit in die Ehe. Das bereits kurz nach der Geburt vollwaise Mädchen, welches im Wechsel von ihren verbliebenen Verwandten betreut wurde, wurde für Samuel Graves wie eine eigene Tochter.
Neben der Ziehtochter galt sein besonderes Interesse seinen beiden Neffen Thomas und Richard Graves, dessen Taufpate er war, sowie seinem Patensohn John Graves Simcoe. Der vom Amerikanischen Unabhängigkeitskrieg gesundheitlich gezeichnete Simcoe zog schließlich nach seiner Rückkehr im Winter 1781 zur Rekonvaleszenz bei Graves ein, wo er Elizabeth Posthuma Gwillim kennenlernte. Das Paar heiratete am 30. Dezember 1782 in der Kirche von St. Mary and St. Giles in Buckerell mit Margaret und Samuel Graves als Trauzeugen.
Sein Grabmal in derselben Kirche, ausgeführt von dem berühmten Bildhauer John Bacon, soll von einer „Miss Burgess“ entworfen worden sein. Bei „Miss Burgess“ handelt es sich sehr wahrscheinlich um Mary Anne Burges, die als beste Freundin von Elizabeth Simcoe in ihrer Jugend oft in Hembury Fort House zu Besuch war und sich den Graves’ sehr verbunden fühlte. Sein Epitaph weist auf seine karitativen Bemühungen hin, die ihm lokal den Beinamen „The Poor Man's Friend“ einbrachten.
Graves galt neben seinem ausgeprägten Wohltätigkeits- und Familiensinn auch als besonders verantwortungsvoll im Hinblick auf finanzielle Belange, wie sein Sekretär George Gefferina in einem Nachruf bemerkte und anhand eines Beispiels illustrierte; er soll bekannt dafür gewesen sein, trotz eines gehobenen Lebensstils („[he] always lived in a very handsome manner“) Wert auf die stets pünktliche Bezahlung seiner Angestellten gelegt zu haben („employing a number of people and paying everybody punctually“).
Vermutlich aufgrund der genannten Eigenschaften wurde Samuel Graves von seinem Onkel Thomas Graves 1756 testamentarisch zum Verwalter der jährlichen Unterhaltszahlungen an dessen Mätresse berufen und erhielt ebenfalls den Auftrag, die drei unehelichen Kinder aus dieser Beziehung in ihrem (beruflichen) Werdegang zu unterstützen. Eines der Kinder, David Graves (1746–1822), wurde ebenfalls Marineoffizier und diente vermutlich zeitweise als Leutnant unter seinem Cousin Samuel, später dann als Kapitän der HMS London in der Seeschlacht vor der Chesapeake Bay 1781 unter seinem Halbbruder Lord Thomas Graves. Bemerkenswerterweise unterhielt Samuel Graves eine lebenslang sehr gute Beziehung zu den drei legitimen Nachkommen seines Onkels und zeigte sich auch an David Graves’ Karriere interessiert; in einem Brief an dessen Halbbruder William Graves bemerkte er beispielsweise, dass er David, der etwa im selben Alter wie Samuel Graves’ Neffen war, gerne neben selbigen als dritten Leutnant auf seinem Flaggschiff empfangen wolle, sollte dieser rechtzeitig in Boston eintreffen.